# 2489 Suvorov
2489 Suvorov este un asteroid din centura principală, descoperit pe 11 iulie 1975 de Liudmila Cernîh.